# Фратоштіца
Фратоштіца (рум. Fratoștița) — село у повіті Долж в Румунії. Адміністративно підпорядковане місту Філіаші.
Село розташоване на відстані 201 км на захід від Бухареста, 34 км на північний захід від Крайови.

## Населення
За даними перепису населення 2002 року у селі проживали 2467 осіб, усі — румуни. Усі жителі села рідною мовою назвали румунську.